# Nicolae Iorga
Nicolae Iorga, romunski zgodovinar, pedagog, literarni kritik, dramatik, pesnik, politik in akademik, * 17. januar 1871, Botoșani, † 27. november 1940. Dobro leto je bil premier romunske vlade (1931-32). Umrl je za posledicami mučenja romunskih fašistov, ki so ga malo pred tem ugrabili.